# Шива-чалиса

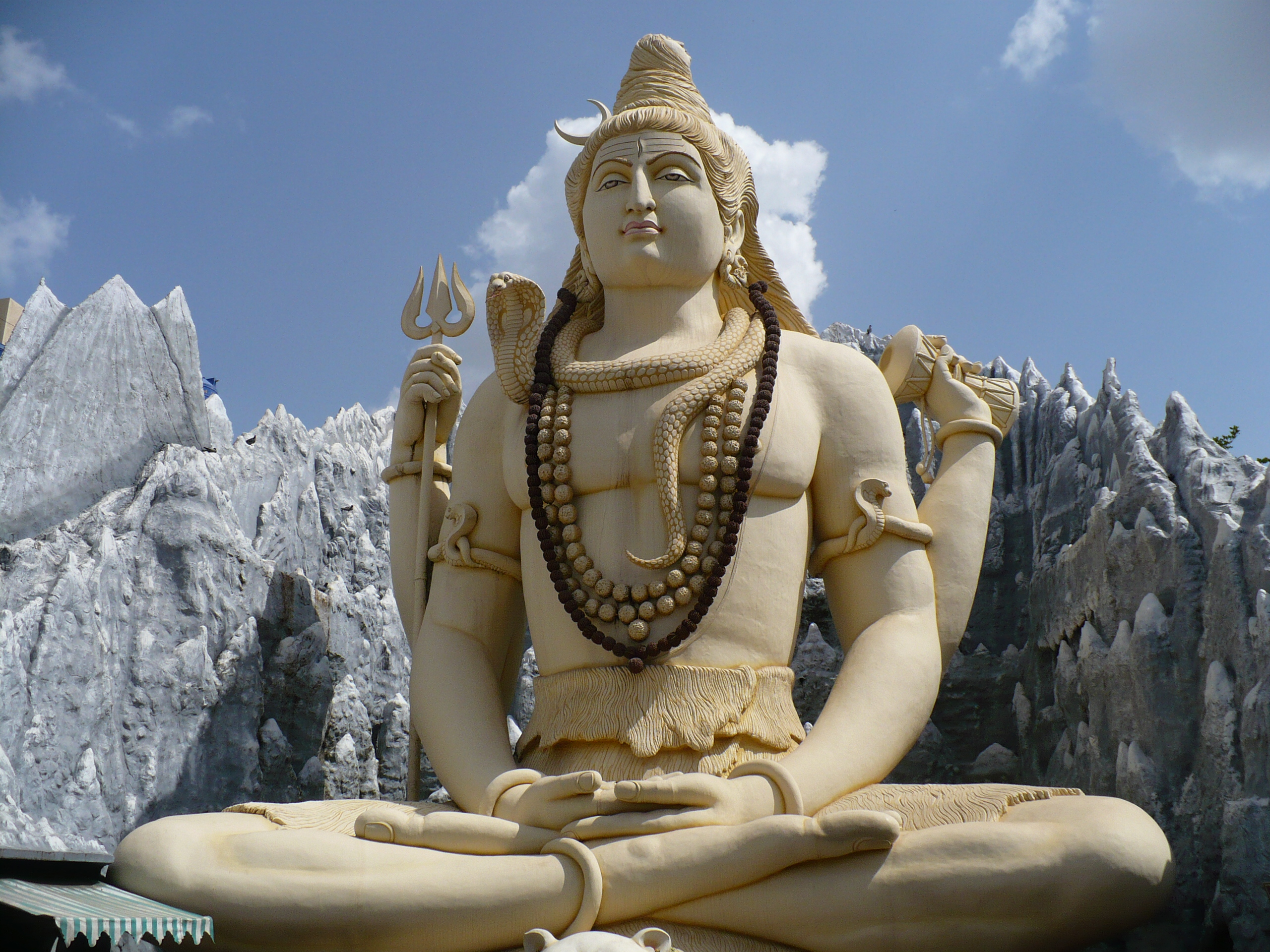
Фотография на которой запечатлена 20 метровая бетонная статуя Индуистского божества Шивы в храме Shivoham Shiva Temple, район Муругешпалья, город Бангалор, штат Карнатака, Индия

Шива-чалиса (хинди शिव चालीसा, shiva chaaliisaa, буквально: «40 чаупаев к Шиве» или «сорокостишие к Шиве») — молитвенный гимн к Шиве. Представляет собой адаптацию средневековым индийским поэтом Айодхья-дасом молитвенных фрагментов из Шива-пураны. Текст Шива-чалисы довольно популярен в шиваитской среде — его широка используют во время храмовых и домашних ритуалов и во время праздников.
По своему содержанию текст представляет собою, с одной стороны, перечисление различных имён и эпитетов Шивы — Владыка Кайласы, Носящий Луну и т. д.; с другой, текст обращается к различным широко известным легендам, связанным с Шивой. В заключении, в строфах с 35-й по 40-ю, приводятся результаты чтения текста и краткие правила почитания Шивы с чтением Шива-чалисы.

## Переводы
В настоящий момент существует только один перевод на английский язык на сайте Vedanta Spiritual Library, выполненный П. Р. Рамчандером (P. R. Ramachander)
- Шива-чалиса на хинди в латинской транслитерации.
- Шива-чалиса на хинди в деванагари.
- Шива-чалиса на хинди с переводом на английский П. Р. Рамачандера.
- Шива-чалиса на русском; перевод shāntira shani.
- Шива-чалиса на русском; перевод Шанкар Лал Калипрасада.